# Túnel d'Aragó

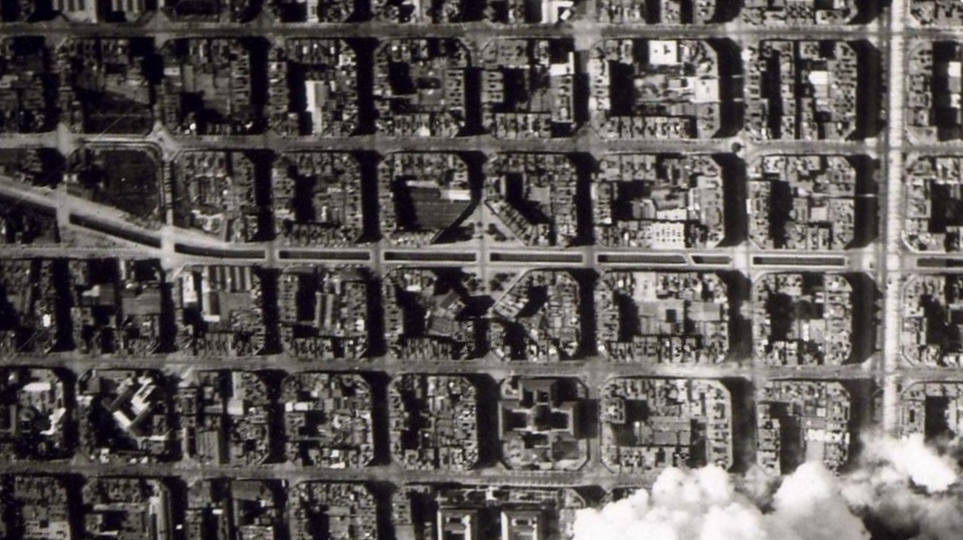
La línia ferroviària semisoterrada al carrer d'Aragó i a l'avinguda de Roma l'any 1938, abans que es cobrís i esdevingués el túnel actual.

El túnel d'Aragó és un túnel urbà de ferrocarril que travessa la ciutat de Barcelona per sota l'avinguda de Roma i el carrer d'Aragó. Aquest túnel fou construït com a perllongació de la línia de Vilafranca al lloc on hi hagué l'enllaç entre l'estació de Sants i l'estació de França però en aquella època construït en forma de trinxera (semisoterrat) al llarg del mateix carrer l'any 1882 i amb la posterior connexió amb la línia de Girona (1970) fins al Clot i la Sagrera.
L'actual túnel connecta l'estació de Sants amb Passeig de Gràcia i Clot-Aragó, on poc després s'acaba el túnel per seguir cap a la Sagrera. Des del 1972 existeix la bifurcació que permet connectar Sants amb Plaça Catalunya i després de Passeig de Gràcia hi ha la bifurcació d'Aragó que permet connectar amb el ramal de Glòries per anar fins a l'estació de França.
Actualment és un dels dos túnels urbans de Rodalies Barcelona Renfe i està pendent l'aprovació de la construcció d'un tercer túnel de Rodalies Renfe.